# 손실 매출

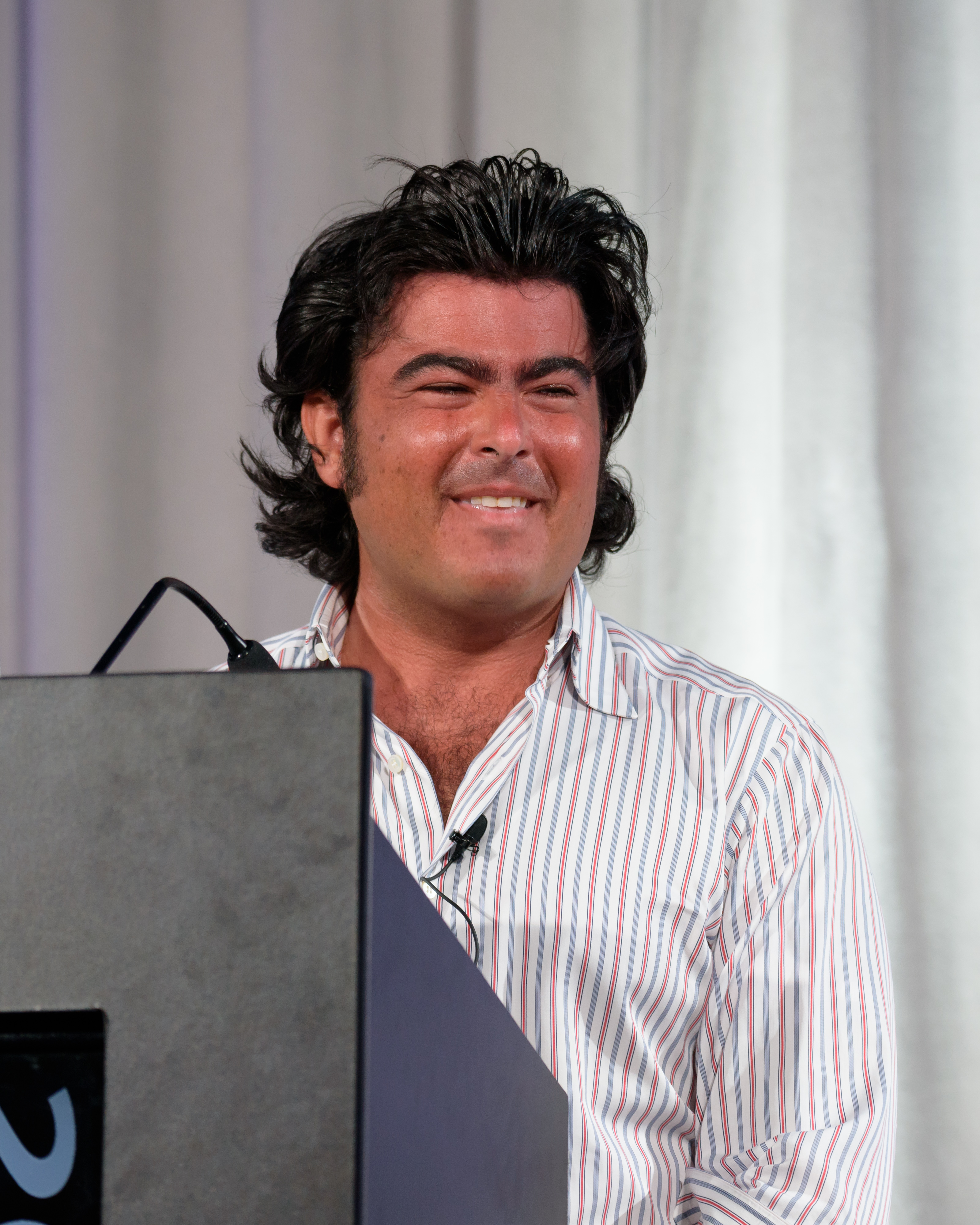
뉴욕을 기반으로 활동하는 변호사 리처드 리보비츠는 여러 소송에서 ‘저작권 트롤’이라고 불렸으며, 다양한 제재를 받았다.

손실 매출, 또는 손실 수익, 수익 손실이라고도 불리는 이 용어는 인터넷 불법 복제와 관련된 맥락에서 사용되며, 소비자가 정식 제품을 구매하지 않고 더 저렴한 비용이나 무상으로 불법 경로를 통해 콘텐츠를 얻는 경우 발생하지 않는 매출을 의미한다. 손실 매출 수치는 일반적으로 불법 소스가 존재하지 않았다면 소비자가 시장 가격 해당 제품을 구매했을 것이라고 가정하여 계산된다.
컨텐츠 산업은 손실 매출의 규모가 수십억 달러에 이른다는 연구 결과를 지지해 왔다. 그러나 일부 학자들과 자유 문화, 카피레프트 운동가들은 이러한 수치가 크게 부풀려져 있다고 주장한다. 왜나하면 불법 복제 콘텐츠를 소비하는 사람들 중 상당수는, 불법 경로가 존재하지 않았더라도 정식 콘텐츠를 구매하지 않았을 가능성이 높기 때문이다. 다시 말해, 무료로 콘텐츠를 이용할 수 없게 된다고 해서 그들이 유료로 콘텐츠를 구매할지는 의문이라는 것이다.

## 개념의 사용
BSA와 같은 컨텐츠 산업의 대표 단체들은 모든 불법 복제본이 하나의 손실 매출로 간주되어야 한다고 주장해왔다. 유사한 주장들은 위조 상품 판매와 관련해서도 제기되어 왔다.
손실 매출에 대한 추정치는 미국 시장만 놓고 보더라도 수십억 달러에 이르며, 전 세계적으로는 이보다 몇 배나 더 높은 수치로 제시된다.

## 비평
손실 매출 개념은 주로 다음과 같은 가정 때문에 비판을 받아왔다. '불법(복제) 콘텐츠가 존재하지 않았다면, 해당 복제물을 소비한 사람들은 평균 시장 가격으로 해당 제품을 구매했을 것이다'라는 가정이다. "손실 매출" 개념을 비판하는 사람들은, 예를 들어 개발도상국에 거주하거나 학생처럼 소득이 낮은 소비자들의 경우, 특정 제품의 시장 가격을 감당할 수 없는 상황일 수 있으며, 만약 불법 복제물이 존재하지 않았다면 이들은 단순히 해당 제품을 아예 구매하지 않았을 가능성이 크다고 지적한다. 또한 일부 소비자들은 불법 복제물을 일종의 샘플처럼 취급하여, 이를 통해 제품을 미리 체험한 뒤 나중에 정식으로 구매하는 계기로 삼기도 한다. 이에 일부에서는 "불법 복제물의 소매 가치"라는 표현이 더 적절하다고 주장해왔으며, 이러한 개념을 재산적 손해와 동일시하는 것은 논리적 오류라고 지적한다. 각 불법 복제본을 하나의 손실 매출로 간주하고, 존재하는 불법 복제본의 수에 해당 제품의 소매가를 곱해 콘텐츠 산업의 실질적인 수익 손실로 계산하는 방식은, 작가 로버트 리드가 만든 표현을 빌려 "저작권 수학"이라 불리며, 콘텐츠 산업의 손실을 과장되게 추산하게 만드는 방식이라는 비판을 받고 있다. 학술 문헌에서는 불법 복제가 해당 제품의 매출 감소와 명확하게 연관되어 있다는 합의가 존재하지 않으며, 손실 매출에 대한 추정치 또한 비슷한 비판을 받고 있다. 미국 정부는 2010년 보고서에서 널리 인용되는 수많은 수치들이 입증될 수 없다고 지적한 바 있다. 마찬가지로, 손실 매출 추정치를 일자리 손실이나 개인 또는 국가 소득 감소와 같은 개념으로 환산하는 시도 역시 매우 문제가 많은 것으로 밝혀졌다.
2009년 법원 판례에서는 콘텐츠 산업이 불법 다운로드를 손실 매출로 간주하는 계산 방식이 타당하지 않다고 판결했다. 재판부는 다음과 같이 지적했다: "영화나 음악을 무료로 다운로드하는 사람들이 반드시 해당 작품을 정가로 구매했을 것이라고 볼 수 없다... 누군가가 디지털 음원을 복제하면 정식 유통 경로를 통해 이를 구매할 유인이 줄어드는 것은 사실이지만, 그렇다고 해서 해당 음원이 무료로 제공되지 않았다면 그 사람이 정식으로 구매했을 것이라고 단정할 수는 없다." 이 판결은 불법 복제와 실제 매출 손실 간의 단순한 등식을 법원이 인정하지 않았음을 보여준다.
2015년, 피터 순데(해적 만의 공동 창립자)는 복제본에 가치를 부여하는 방식의 불합리함을 풍자하기 위해 코피마신이라는 장치를 만들었다. 이 장치는 디지털 복제의 가치를 계산하는 관행이 얼마나 비현실적이고 과장된지를 비판하기 위한 예술적 프로젝트였다. 이와 유사한 취지의 프로젝트로는 2012년 폴란드 활동가들에 의해 시작된 "스트라타 카지카"가 있으며, 이 역시 복제와 손실 개념에 대한 문제 제기를 담고 있었다.